# Кастер-Сіті (Оклахома)
Кастер-Сіті (англ. Custer City) — місто (англ. town) в США, в окрузі Кастер штату Оклахома. Населення — 367 осіб (2020).

## Географія
Кастер-Сіті розташований за координатами 35°39′50″ пн. ш. 98°53′13″ зх. д. / 35.66389° пн. ш. 98.88694° зх. д. (35.663768, -98.886923).  За даними Бюро перепису населення США в 2010 році місто мало площу 1,59 км², уся площа — суходіл.

## Демографія
Згідно з переписом 2010 року, у місті мешкало 375 осіб у 165 домогосподарствах у складі 113 родин. Густота населення становила 235 осіб/км².  Було 203 помешкання (127/км²).
Расовий склад населення:
| - 90,1 % — білих - 4,8 % — корінних американців |

До двох чи більше рас належало 4,3 %. Частка іспаномовних становила 4,3 % від усіх жителів.
За віковим діапазоном населення розподілялося таким чином: 21,1 % — особи молодші 18 років, 61,3 % — особи у віці 18—64 років, 17,6 % — особи у віці 65 років та старші. Медіана віку мешканця становила 46,4 року. На 100 осіб жіночої статі у місті припадало 100,5 чоловіків;  на 100 жінок у віці від 18 років та старших — 97,3 чоловіків також старших 18 років.
Середній дохід на одне домашнє господарство  становив 39 989 доларів США (медіана — 27 159), а середній дохід на одну сім'ю — 40 866 доларів (медіана — 29 167). За межею бідності перебувало 32,8 % осіб, у тому числі 60,7 % дітей у віці до 18 років та 9,8 % осіб у віці 65 років та старших.
Цивільне працевлаштоване населення становило 145 осіб. Основні галузі зайнятості: сільське господарство, лісництво, риболовля — 24,1 %, роздрібна торгівля — 11,7 %, виробництво — 11,0 %.